# La Parisienne (chanson)
Pour les articles homonymes, voir La Parisienne.
Clip vidéo
[vidéo] « Marie-Paule Belle - La Parisienne », sur YouTube
[vidéo] « Zaz - La Parisienne », sur YouTube
La Parisienne est une chanson française interprétée par Marie-Paule Belle, enregistrée en single chez Polydor, extrait de son album Celui de 1976, un des plus importants succès de sa carrière.

## Histoire
Marie-Paule Belle (âgée de 30 ans) compose cette musique, qu'elle joue au piano, sur des airs comiques successifs de valse et d'opéra bouffe French cancan frénétique de cabaret parisien. Françoise Mallet-Joris (sa compagne) et Michel Grisolia lui écrivent des paroles humoristiques et sarcastiques de chansonniers parisiens, sur le thème de l'intégration d'une jeune femme provinciale à la vie parisienne d'alors « Lorsque je suis arrivée dans la capitale, j'aurais voulu devenir une femme fatale, mais je ne buvais pas, je ne me droguais pas, et je n'avais aucun complexe, je suis beaucoup trop normale, ça me vexe... Je ne suis pas parisienne, ça me gêne, c'est navrant... ». Elle est alors gênée et désespérée de ne pas être dans le vent, ni dans le ton, sans aucune bizarrerie, ni la moindre affectation, de n'être ni végétarienne, ni karatéka, ni cinéphile, ni MLF , ni droguée, ni alcoolique, ni nymphomane, ni travesti, pas masochiste, ni schizophrène, ni hystérique, sans goûts pervers... Elle finit par se trouver enfin une obsession à la mode parisienne, grâce à son docteur psychanalyste, c'est le sexe, dans les lits de Saint-Germain (c'est divin, c’est divin) où elle fait alors partie de l'élite (ça va vite, ça va vite) tout en se mettant également au yoga, aux films d'épouvante, au vélo, au surmenage, à la détresse, au cafard, au stress, et enfin à l'écologie, loin de la pollution, à la campagne avec ses moutons,,...
Marie-Paule Belle devint célèbre grâce au succès de ce tube féministe, disque d'or, en se produisant à l'Olympia de Paris en 1978,,.  

## Reprises
Le titre ressort en 45 tours Philips Records en 1982, avec le titre Marie-Paule Belle chante Philips, sur la face B, avec des paroles adaptées à un slogan publicitaire pour des réveil-radio, radio-cassettes et électrophone de la marque Philips.
La chanson est reprise pour le générique de l'émission télévisée Matin Bonheur de France 2, entre 1987 et 1996, avec des paroles de Mallet-Joris adaptées à l'émission.
Le titre est repris par Zaz (second single extrait de son album Paris de 2014).